# Chiquinival
Chiquinival es una localidad del estado mexicano de Chiapas. Es parte del municipio de Chilón.

## Demografía
| Gráfica de evolución demográfica |
|                                  |

| Censo | Población |
| ----- | --------- |
| 1990  | 636       |
| 2000  | 820       |
| 2010  | 1 101     |
| 2020  | 1 176     |